# Donacochara
Genre
Donacochara est un genre d'araignées aranéomorphes de la famille des Linyphiidae.

## Distribution
Les espèces de ce genre se rencontrent en Europe, au Moyen-Orient, en Asie centrale et en Angola.

## Liste des espèces
Selon World Spider Catalog (version 16.5, 11/08/2015) :
- Donacochara deminuta Locket, 1968
- Donacochara speciosa (Thorell, 1875)

## Publication originale
- Simon, 1884 : Les arachnides de France. Paris, vol. 5, p. 180-885 (texte intégral).